# Кримінальний кодекс Швеції (1962)
Кримінальний кодекс Швеції від 21 грудня 1962 р. (швед. brottsbalken (1962:700)) – основний нормативно-правовий акт, що регулює питання злочинів, кримінальної відповідальності і покарань у Швеції. Прийнятий 21 грудня 1962 р., набув чинності з 1 січня 1965 р. Замінив КК Швеції 1864 р. (швед. strafflagen 1864).
КК Швеції не єдиний кримінально-правовий закон у шведській правовій системі. Існують також спеціальні норми, що визначають особливості кримінальної відповідальності неповнолітніх (в законах «Про соціальну службу» (1980), «Про опіку над молоддю» (1990)).
Структурно КК Швеції складається з трьох частин: частина перша «Загальні положення», частина друга «Про злочини», частина третя «Про покарання». Третя частина КК окрім положень матеріального кримінального права містить також деякі норми процесуального і кримінально-виконавчого характеру (так глава 38-ма частини третьої має назву «Деякі процесуальні положення тощо»).
Злочином (швед. Brott) є діяння (акт), що визначене цим кодексом, або іншим законом або законодавчим актом ( швед. författning och, англ. statutory instrument), за яке, як вказано нижче, встановлено покарання (ст. 1 КК Швеції).  Встановлено, що злочини є, як правило умисними, відповідальність за необережні дії настає тільки у випадках, спеціально передбачених КК (ч. 1 ст. 2).
До кримінальних санкцій КК Швеції відносить покарання у виді штрафу і тюремного ув’язнення, умовного покарання, пробації і передачі на спеціальне піклування (ст. 3). Застосування покарань регулюється положеннями закону про окремі злочини і будь-якими іншими спеціальними положеннями. Інші санкції можуть призначатися згідно з положеннями, що регламентують їх застосування, навіть якщо вони не згадані в положеннях про окремі злочини (ст 4).
Віком кримінальної відповідальності КК Швеції встановлює 15 років. Особі, яка не досягла цього віку жодне кримінальне покарання не може бути призначене (ст. 6).
Будь-який злочин, незалежно від санкції за його вчинення може  також мати наслідком конфіскацію майна та/або покладення обов’язку відшкодувати спричинену ним шкоду (ст. 8).  Також у частині першій КК містяться норми про застосування шведського [кримінального] права в просторі та за колом осіб (глава 2).
Загалом чинний КК Швеції містить 38 глав, статті в ньому не мають наскрізної зростаючої нумерації, а в кожній главі нумерація статей починається заново.